# Leben
Leben ist ein Sammelbegriff für eine Vielzahl materieller Erscheinungen (Systeme) in der Natur, die sich in einem ständigen, geregelten Austausch von Energie, Materie und Informationen befinden. Diese Prozesse werden je nach Betrachtungsweise als unterschiedliche reale oder zugeschriebene Eigenschaften beschrieben, die sich unverwechselbar von der unbelebten Umwelt unterscheiden. Über diese Eigenschaften und ihre Entstehung oder ihren Umfang besteht allerdings keine Einigkeit.
1999 führte der israelische Chemiker Noam Lahav 48 verschiedene Definitionen und Charakterisierungen von Experten der letzten 100 Jahre auf.

## Naturwissenschaft

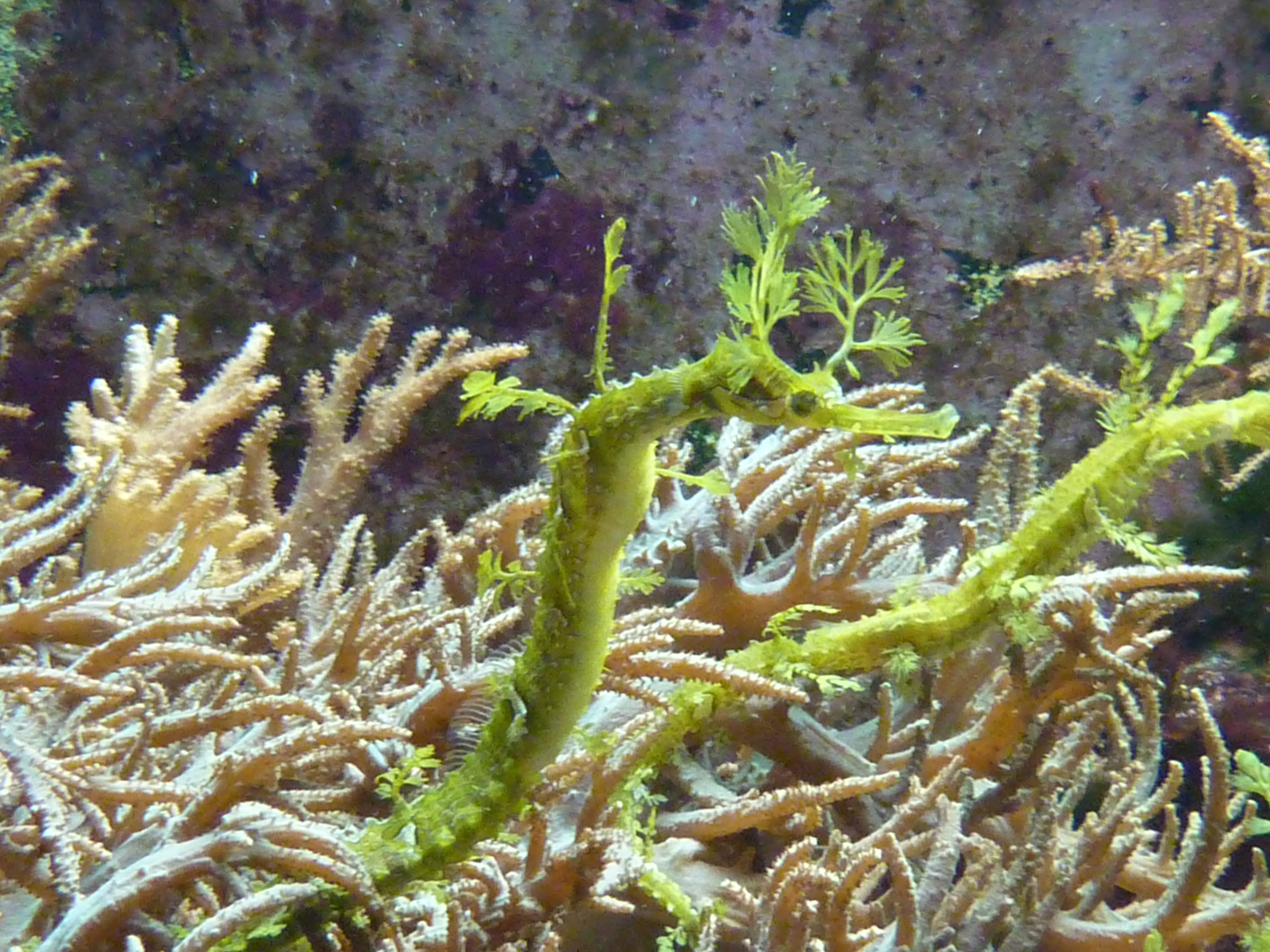
Ähnlich angepasste, aber weitgehend unterschiedlich aufgebaute Lebewesen: Korallen und Seepferdchen

Fast die Hälfte aller heutigen Arten gehören zur Klasse der Insekten

Leben bezeichnet in den Naturwissenschaften heute größtenteils eine Organisationsform, die durch gewisse Prozesse charakterisiert ist. Was Leben bzw. ein Lebewesen ist, wird in der modernen Biologie (Synthetische Biologie) nicht über einzelne Eigenschaften, einen bestimmten Zustand oder eine spezifische Stofflichkeit definiert, sondern über eine Menge von Prozessen, die zusammengenommen für Leben bzw. Lebewesen charakteristisch und spezifisch sind. Zu diesen Prozessen werden üblicherweise gezählt:
- Energie- und Baustoffwechsel und damit Wechselwirkung der Lebewesen mit ihrer Umwelt.
- Organisiertheit und Selbstregulation (Homöostase).
- Reizbarkeit, das heißt Lebewesen sind fähig, auf chemische oder physikalische Änderungen in ihrer Umwelt zu reagieren.
- Fortpflanzung, das heißt Lebewesen sind zur Reproduktion fähig.
- Vererbung, das heißt Lebewesen können Informationen (Erbgut) an ihre Nachkommen übermitteln.
- Wachstum und damit die Fähigkeit zur Entwicklung.[4]

Diese Kriterien definieren ein System als Erklärungsmodell, das als Grundausstattung folgende Eigenschaften haben muss. Es benötigt:
- eine äußere Membran
- innere Zellkompartimente,
- (bio)katalytisch wirksame Substanzen.

Weiterhin muss es sich im Fließgleichgewicht zwischen einem Zustrom von Energie bzw. energiehaltiger Materie und einem Abstrom von Stoffwechselendprodukten und anderen nicht benötigten Stoffen befinden.
Weitere Diskussionen beziehen sich auf die informationelle Wechselwirkung lebender Systeme und ihre physikalische Beschreibbarkeit.
Ein solches System hoher Komplexität kann nur im Rahmen der Organischen Chemie realisiert werden. Es besteht aus aufeinander aufbauenden und miteinander wechselwirkenden Einheiten, die sich gegenseitig funktionell bedingen und erhalten.
Das einfachste heute bekannte System, das alle diese Forderungen erfüllt, ist eine Zelle (als selbständiger Organismus Einzeller). Inwieweit Strukturen (inklusive Viren), die nur einen Teil der obigen Forderungen erfüllen, als Leben anzusehen sind, wird diskutiert.
Aus heutiger Sicht sind die einzigen organischen Strukturen, die bei relativer Stabilität gleichzeitig ungeheure Informationsmengen speichern können, die DNA und die RNA.
Alle Prozesse, die oben angeführt sind, werden von RNAs koordiniert und reguliert. Diese RNAs sind in der Regel Teile von ko-optierten, infektiösen Agenten, wie Viren und mobilen genetischen Elementen. Kein zelluläres Lebewesen wäre imstande, sich ohne diese RNAs zu organisieren.
Die Biologie untersucht und beschreibt die Erscheinungsformen lebender Systeme, ihre Beziehungen zueinander und zu ihrer Umwelt sowie die Vorgänge, die sich in ihnen vollziehen. Dazu zählen Energie- und Stoffaustausch, Wachstum, Fortpflanzung, Reaktion auf Veränderungen der Umwelt sowie Möglichkeiten, sich über Kommunikationsprozesse zu koordinieren. Einige dieser Merkmale findet man auch bei technischen, physikalischen und chemischen Systemen, andere Merkmale sind nur den biologischen Lebewesen zu eigen. Als minimale Eigenschaft aller lebenden Systeme gilt jedoch die Autopoiesis: die Fähigkeit, sich selbst zu erhalten und zu reproduzieren.
Bisher ist nur das auf Ribonukleinsäure und Desoxyribonukleinsäure (RNA und DNA) beruhende Leben bekannt, welches auf der Erde vor etwa 3,5 bis 3,9 Milliarden Jahren begann. Die bekannten Lebensformen, Bakterien, Archaeen, Pilze, Pflanzen sowie Tiere mit dem Menschen, verwenden – von wenigen Ausnahmen abgesehen – den gleichen, universell gültigen genetischen Code und erzeugen aus den gleichen chemischen Bausteinen, nämlich vier verschiedenen Nukleotiden und etwa 20 verschiedenen Aminosäuren, die für irdisches Leben typischen Nukleinsäuren und Proteine. Grundsätzlich ist seitens der Naturwissenschaft nicht auszuschließen, dass Leben im Universum auch auf anderen chemischen Stoffen beruhen kann (siehe den sogenannten Kohlenstoffchauvinismus).
Nach der Theorie der biologischen Evolution entwickelten sich im Laufe von Milliarden Jahren aus vergleichsweise einfachen Lebensformen immer komplexere Lebewesen.

### Theorien über die Entstehung des Lebens
Wird für Lebewesen ein genetisches Programm, seine Funktionalität und seine Entwicklung als essenziell angenommen, dann ergibt sich für den Beginn des Lebens der Zeitpunkt, zu dem Moleküle als Träger des Programms und weitere Hilfsmoleküle zur Realisierung, Vervielfältigung und Anpassung dieses Programms erstmals so zusammentreten, dass ein die charakteristischen Eigenschaften des Lebens tragendes System entsteht.
Die derzeit populärste (autotrophe) Theorie zur Entstehung des Lebens postuliert die Entwicklung eines primitiven Stoffwechsels auf Eisen-Schwefel-Oberflächen unter reduzierenden Bedingungen, wie sie im Umfeld vulkanischer Ausdünstungen anzutreffen sind. Während dieser Phase der Evolution auf der Erde, die im Hadaikum, vor 4,6 bis 4,0 Milliarden Jahren stattfand, war die Erdatmosphäre wahrscheinlich reich an Gasen, vor allem Kohlenstoffdioxid, Wasserstoff und Kohlenstoffmonoxid, während die heißen Ozeane relativ hohe Konzentrationen an Ionen von Übergangsmetallen wie Eisen (Fe2+) oder Nickel (Ni2+) enthielten. Ähnliche Bedingungen finden sich heute in der Umgebung hydrothermaler Schlote, die in plattentektonischen Störzonen auf dem Meeresgrund entstanden sind und noch entstehen. In der Umgebung solcher als Schwarze Raucher bezeichneten Schlote gedeihen thermophile methanogene Archaeen auf der Grundlage der Oxidation von Wasserstoff und der Reduktion von Kohlenstoffdioxid (CO2) zu Methan (CH4). Dieses extreme Biotop zeigt, dass Leben unabhängig von Sonnenlicht als Energiequelle gedeihen kann, eine grundlegende Voraussetzung für die Entstehung und Aufrechterhaltung von Leben vor dem Aufkommen der Photosynthese.
Die phylogenetische Perspektive auf die Entstehung des Lebens enthält die Fragen, ob Leben auf der Erde oder auf einem anderen Himmelskörper entstanden ist und auf welche Art die ersten lebenden Systeme in einer unbelebten Umwelt entstanden sind (siehe den vorhergehenden Abschnitt). Es gibt hierbei auch Zweifel, ob die von den Naturwissenschaften bereitgestellten materialistischen Konzepte überhaupt geeignet sind, die Entstehung des Lebens erklären zu können. 
Die ontogenetische Perspektive richtet sich auf die Entwicklung eines Individuums, nicht auf die erstmalige Entstehung von Lebewesen. Sie stellt die Frage, wie sich ein Organismus entwickelt (z. B. aus einer befruchteten Eizelle). Man spricht hier fälschlich auch vom „Beginn des Lebens“, obwohl es sich um eine Kontinuität des Lebens im Laufe von Generationen und um das Entstehen eines Individuums handelt, nicht um die erstmalige Entstehung eines lebenden Systems. Aus der Ontogenese ergibt sich eine Möglichkeit zur Definition von Beginn und Ende eines individuellen Lebens: Das Leben endet, wenn die charakteristischen Eigenschaften von Lebewesen verschwinden, also der (wissenschaftlich nicht exakt definierte) Tod eintritt. Der Beginn wird verschieden definiert, oft wird bei Lebewesen mit sexueller Fortpflanzung die Vereinigung zweier Gameten als Beginn des Lebens eines Individuums angesehen.

### Spekulationen über außerirdisches Leben
In einem Meteoriten vom Planeten Mars wurden Spuren gefunden, die man zunächst als versteinerte Bakterien deutete. Ein definitiver Beweis für außerirdisches Leben ließ sich trotz intensiver Forschung bisher nicht erbringen (siehe auch Leben auf dem Mars, Astrobiologie, chemische Evolution und Kosmochemie).
Im April 2007 wurde der zwanzig Lichtjahre von der Erde entfernte Gliese 581 c als erster Planet mit erdähnlichen Bedingungen entdeckt. Er wurde als „zweite Erde“ bezeichnet und gab Anlass zu vagen Spekulationen über dort vorkommendes Leben.
Wissenschaftler fanden mit Hilfe der Sonde Cassini-Huygens Hinweise, dass auf dem Saturnmond Titan eine primitive Lebensform existieren könnte. Messungen ergaben, dass weniger Wasserstoff und Ethin auf Titan vorhanden war, als die Modelle vorausgesagt hatten. Dies wäre mit einer Lebensform auf Methanbasis erklärbar. (→ Leben auf Titan)
Der theoretische Physiker Gerald Feinberg und der Chemiker Robert Shapiro begründeten in ihrem bereits 1980 erschienenen Buch Life Beyond Earth die folgende alle Lebensformen im Kosmos erfassende Definition: Leben entsteht durch Wechselwirkungen zwischen freier Energie und Materie, die imstande ist, auf diese Weise eine größere Ordnung innerhalb des gemeinsamen Systems zu erreichen. Demnach wäre Leben in eisigen Ammoniakseen ebenso denkbar wie in Ölmeeren, es könnte auf der Basis elektromagnetischer oder Gravitationsfelder existieren. Es gibt vielleicht Siliziumwesen in geschmolzenem Gestein, Plasmaleben im Inneren von Sternen oder Strahlungsorganismen in interstellaren Staubwolken. Mögliche Lebewesen mit wissenschaftlich-technischer Organisation im Sinne außerirdischer Zivilisationen auf extrasolaren Planeten sind Gegenstand von Spekulationen und Hochrechnungen innerhalb der Astrobiologie und der Exosoziologie. Über die Wahrscheinlichkeit der Existenz und möglichen Häufigkeit solcher Zivilisationen wird vor allem mit Hilfe der Drake-Gleichung diskutiert, die auch als Green-Bank-Formel bekannt ist.

## Philosophie

### Griechische Philosophen
Frühe Theorien über die Entstehung des Lebens aus Wasser, Luft, Feuer, Erde oder Samen
Thales postulierte vor 2500 Jahren, dass das Leben aus dem Wasser entstanden und eng mit der Frage nach der Archē („Urgrund“) allen Seins und allen Geschehens verknüpft sei. Das Wasser als wandlungsfähiger und weit verbreiteter Stoff erfülle den Anspruch, allem zugrunde zu liegen und jegliche Gestalt annehmen zu können.
Anaximander (um 610–547 v. Chr.) suchte den Ursprung des Lebendigen im Wasser als eine spontane Entstehung aus dem feuchten Milieu. Die ersten Lebewesen seien im Feuchten entstanden.
Anaximenes (um 585–528/524 v. Chr.) sah die Luft (ἀήρ aer) als Archē (ἀρχή) und Apeiron (ἄπειρον ‚Unbeschränktes‘) an. Auch das Göttliche komme entweder aus der Luft oder sei die Luft. Das belebende Prinzip liege im Stoff selbst.
Für Anaxagoras (499–428 v. Chr.) war der Same (σπέρμα sperma) als unendlich kleiner Bestandteil aller Dinge (z. B. Fleisch, Blumen) von Anfang an vorhanden.
Heraklit (um 520–460 v. Chr.) sah im Urfeuer den Beginn auch des Lebens: „Diese Weltordnung, dieselbige für alle Wesen, hat kein Gott und kein Mensch geschaffen, sondern sie war immer da und ist und wird sein ewig lebendiges Feuer, nach Maßen erglimmend und nach Maßen erlöschend.“ Aus allem Feuer soll alles hervorgegangen sein.
Empedokles (um 495–435 v. Chr.) vertrat eine biologische Theorie von der Entstehung des Lebens und der Evolution der Lebewesen. Er führte die Lehre von den vier Urstoffen (Vier-Elemente-Lehre) ein.

### Klassische Philosophie
Die griechische Philosophie (z. B. Platon und Aristoteles) unterscheidet begrifflich zwei Aspekte von Leben, die in der mittelalterlichen Philosophie beide unter den Begriff vita gefasst werden: ζωή (zoḗ, siehe Zoe) und βίος (bíos, auch im Sinne der Lebensdauer). Ζωή meint Beseeltheit, die Tieren und Menschen als psycho-physische Natur gemeinsam ist, βίος hingegen die Lebensweise des durch eine Vernunftseele ausgezeichneten Menschen. Für Platon ist die Selbstbewegung ein Kennzeichen des Lebendigen, Aristoteles spricht Leben auch dem ersten unbeweglichen Beweger zu. An diesen Widerspruch knüpfen die späteren Betrachtungen der Neuplatoniker an. Für Plotin entfernt sich die Bewegung vom Einen und geht auf einen Zustand der Vielfalt und Zerstreuung hin.
Aristoteles erklärte in De anima das Belebte als das Beseelte. Er unterscheidet grob drei verschiedene Stufen von Leben, die er nach ihren Seelenvermögen hierarchisch anordnet: Auf der untersten Stufe stehe das allein durch Ernährung und Fortpflanzung bestimmte Leben der Pflanzen, darauf folge das zusätzlich durch Sinneswahrnehmung und Fortbewegung bestimmte Leben der Tiere, auf der obersten Stufe das darüber hinaus durch Denken bestimmte Leben der Menschen.
Aristoteles vertrat auch die Vorstellung, dass Leben nicht nur aus sexueller und vegetativer Fortpflanzung entstand, sondern sich auch aus Unbelebtem immer wieder neu bilde. Diese Theorie wurde auch in der frühen Neuzeit vertreten und als Spontanzeugung bezeichnet. Sie erfuhr sogar eine scheinbare Bestätigung durch die Erfindung des Mikroskops, durch das Kleinstlebewesen sichtbar wurden, die man für Vorstufen höherer Lebensformen hielt. Erst Louis Pasteur und andere Naturwissenschaftler konnten diese Annahme experimentell endgültig widerlegen.

### Neuere Zeit
In der neueren Zeit entwickeln sich zwei gegensätzliche Grundauffassungen:
- Mechanizismus: Leben lässt sich allein aus den Gesetzmäßigkeiten der Bewegung der Materie vollständig erklären (siehe auch: Materialismus und Physikalismus).
- Vitalismus: Leben kommt nur den „organischen Erscheinungsformen“ (dem Organischen) zu und unterscheidet sich qualitativ von „anorganischen Erscheinungsformen“ (dem Anorganischen): Alles Lebendige zeichnet sich durch eine zielgerichtet formende Lebenskraft (vis vitalis) aus (siehe auch: Idealismus). In Anlehnung an religiöse Vorstellungen wurde angenommen, dass es belebte und unbelebte Materie gebe.

Der Organizismus stellt eine Synthese beider Ansätze dar: Lebensvorgänge lassen sich zwar durch Prinzipien der Physik und Chemie erklären. Lebewesen würden aber auch Eigenschaften besitzen, die unbelebte Materie nicht aufweist. Dies wären emergente Eigenschaften, die sich einerseits aus der Komplexität von Lebewesen, andererseits durch die besondere Rolle ihres genetischen Programms ergeben sollen.
Wilhelm Dilthey (1833–1911) formulierte in seinen späteren Schriften: „Leben ist nun die Grundtatsache, die den Ausgangspunkt der Philosophie bilden muss. Es ist das von innen Bekannte; es ist dasjenige, hinter welches nicht zurückgegangen werden kann.“
Georg Simmel (1858–1918) betonte 1918 in Lebensanschauung. Vier metaphysische Kapitel: „Das Leben ist Mehr-Leben und Mehr-als-Leben“.
Karl Popper (1902–1994) formulierte: „Ich glaube, wir könnten das Leben nicht wirklich schätzen, wenn es immer weitergehen würde. Gerade die Tatsache (…), dass es endlich und begrenzt ist, (…) erhöht den Wert des Lebens und damit sogar den Wert des Todes(.)“
Nach Ernst Mayr (1904–2005) ist der Begriff „Leben“ nur der zum Ding gemachte Vorgang und existiert nicht als selbstständige Entität.
Ferdinand Fellmann (1939–2019) meinte, Leben fungiere als absolute Metapher, die den biologischen Zugang mit dem subjektiven Standpunkt verbindet.

## Religion
Fast alle Religionen, insbesondere die Weltreligionen, definieren zumindest zwei Wirklichkeiten des Lebens: die irdisch-biologische Form, wie sie in den Naturwissenschaften beschrieben werden kann, und das ewige Leben. Im Letzteren sehen sie einen Zustand oder Ort, der unvergänglich sei, eine von Naturwissenschaften nicht erklärbare, auch von Materie zu unterscheidende Seinsform, die im göttlichen Wirken oder einer Schöpfung ihren Grund habe. Das irdische Leben (zumindest das menschliche) findet demnach in beiden Seinsformen gleichzeitig statt, in der sterblich-irdischen und in der göttlich-ewigen. Der göttliche Seinszustand im und außerhalb des Menschen, insbesondere ausgedrückt durch die häufig genannte Gottesliebe, kann naturwissenschaftlich nicht erklärt und verstanden werden, er wird meist als heilig bezeichnet.
In der jüdisch-christlichen Tradition ist Gott Schöpfer der unbelebten und belebten Natur und er ist Ursprung des heiligen Lebens (zumindest im Menschen). Somit ist er Grund für das ewige Leben und „Herrscher“ über das sterbliche Leben und den Tod. Dem Menschen habe er geboten, zu lieben und keine Entscheidungen zu treffen, die der Gottesliebe widersprechen, so auch nicht über den Tod; dies komme einem willentlichen Eingriff auf das Leben und Wirken Gottes im Menschen gleich (Siehe auch Ex 20,13 „Du sollst nicht töten“).
Im christlichen Glauben kommt dem ewigen Leben durch die Auferstehung Jesu Christi eine besondere Bedeutung zu. Jesus bezeichnete sich selbst als Quell des ewigen Lebens (Joh 4,14), in einem Gleichnis als das „Brot des Lebens, wer zu mir kommt, wird nie mehr hungern, und wer an mich glaubt, wird nie mehr Durst haben“ (Joh 6,35). Zugleich verkündete er seine „Göttlichkeit“ (in ihm) und den Glauben daran als Zugang zum ewigen Leben (Joh 14,6). Das aus christlicher Sicht „unvollkommene“ irdische Leben sei nur die Vorstufe auf ein ewiges Lebens in verherrlichter Gestalt, in Abwesenheit der zu Staub gewordenen Natur und ihrer „Produkte“ (zum Beispiel Schmerz, Leid, Tod und Trauer).
Im Islam gibt es sechs Glaubensartikel, darunter den Glauben an den Tag des Jüngsten Gerichts und das Leben nach dem Tod: Der Mensch werde eines Tages für seine Taten zur Verantwortung gezogen und mit dem Höllenfeuer (Dschahannam, Koran: 67:7) bestraft oder mit dem Paradies (Dschanna, Koran: 13:35) belohnt.
Wie in diesen Religionen existiert auch in vielen anderen Religionen die Vorstellung eines ewigen Lebens oder eines Weiterlebens nach dem Tod.

## Künstliches Leben
Unter künstlichem Leben werden die Herstellung eines bekannten Lebewesens im Labor sowie die Herstellung neuer, auch nicht organischer Lebensformen aus nicht-lebenden Ausgangselementen verstanden. Die züchterische oder gentechnische Veränderung von Lebewesen stellt also keine Herstellung von künstlichem Leben dar.
Idee und Herstellungsanweisungen für künstliches Leben sind Jahrtausende alt. Sie beruhen auf tradierten religionsübergreifenden Überzeugungen, dass zumindest einfache Lebensformen spontan entstehen können. Ethisch-religiöse Einwände gab es nicht. Das 20. Jahrhundert war durch eine Vielzahl von Ankündigungen geprägt, künstliches Leben sei im Labor geschaffen worden oder man stünde kurz davor. 2010 gaben Forscher um Craig Venter die Herstellung des künstlichen Bakteriums Mycoplasma mycoides JCVI-syn1.0 bekannt. Zuvor hatten sie erfolgreich das 1,08 Millionen Basenpaare umfassende Erbgut eines Laborstammes von Mycoplasma mycoides aus chemischem Rohmaterial synthetisiert und in ein zuvor von der DNA befreites Bakterium von Mycoplasma capricolum übertragen. Damit haben sie aber nicht Leben künstlich erschaffen, sondern ein natürlich entstandenes Lebewesen darin verändert, dass seine genetische Information zu einem großen Teil künstlich ist.
Fiktionale, d. h. belletristische und filmische Darstellungen künstlicher Lebewesen mit einer künstlichen Intelligenz findet man unter anderem in Werken wie Ich, der Robot, Ghost in the Shell, 2001: Odyssee im Weltraum, Raumschiff Enterprise: Das nächste Jahrhundert, Träumen Androiden von elektrischen Schafen? (bekannter als Blade Runner), Battlestar Galactica und Mass Effect.
Simulationen von Lebensäußerungen:
- Conways Spiel des Lebens ist ein Beispiel für die Simulation von Populationsentwicklung.
- Daisyworld ist eine Computersimulation eines hypothetischen Planeten, auf dem abhängig von der Sonneneinstrahlung Gänseblümchen (engl. daisy) wachsen, deren Wachstum als Rückkopplungsprozess die Strahlungsabsorption beeinflusst.
- ELIZA von Joseph Weizenbaum simuliert einen Gesprächspartner, indem es Verhaltensweisen nachahmt, die ursprünglich von Psychotherapeuten entwickelt wurden, um ihre Patienten zu Reaktionen zu animieren.

### Wissenschaftliche Beiträge
- LUCA: Wie das Leben auf die Erde kam – Radio Akademie: Evolution: Fluss des Lebens – SWR2 Wissen Manuskript (PDF; 67 kB)
- Tom Marshall: Building blocks of life came from deep Earth. PhysOrg, 7. August 2012 (englisch)
- Kelly Potts: Critical role of granite in evolution of life on Earth revealed in new study. PhysOrg, 13. Juni 2012 (englisch)
- Chris Gorski: Research suggests that ancient granites made advanced life possible. PhysOrg, 21. Juni 2012 (englisch)